# Agonum pallipes
Agonum pallipes är en skalbaggsart som beskrevs av Fabricius. Agonum pallipes ingår i släktet Agonum och familjen jordlöpare. Inga underarter finns listade i Catalogue of Life.